# Тінос
Тінос (грец. Τήνος) — четвертий за розміром острів в Кікладських островах. Омивається водами Егейського моря. Північною стороною майже впритул підходить до острова Андрос. Площа — 195 км². Адміністративний центр — місто Тінос.
По всій довжині острів перетинає гірська гряда з вершиною Цікняс, де, згідно з міфом, знаходилося житло Еола, бога вітрів. Берег у деяких місцях закінчується крутими обривами, в інших — порізаний маленькими піщаними або галечними бухтами.
Тінос — священний острів Богоматері. Щороку, в серпні, він приймає тисячі паломників, які приїжджають сюди помолитися або виконати даний Богоматері обіт. Віруючих особливо багато 15 серпня, коли в Греції урочисто відзначають Успіння Богородиці. Церковні ходи чергуються з ярмарками і народними святкуваннями на вулицях, прилеглих до храму.

## Екскурсійні об'єкти
- Церква Богородиці (Панагія тіс Тіну);
- Художня галерея місцевих і сучасних грецьких художників;
- Археологічний музей;
- Руїни фортеці в селі Ксобурго;
- Храм Деметри і Персефони;
- Валуни в селищі Волакас;
- Музей Яннуліса Халепаса;
- Музей місцевих художників;
- Музей художніх творів із мармуру[1]
- Художнє училище і майстерні різьбярів по мармуру;
- Монастир господині Ангелів в Кехровуні;
- Католицький кафедральний собор в Ксінарі (Панагія ту Розаріу).

## Персоналії
- Дінос Сіотіс — новогрецький поет, журналіст.